# Charles Swenson
Charles Gregory Swenson, född 1941, är en amerikansk producent och regissör som arbetade i flera år med animerad film. Han gick 1978 med i Fred Wolf Films, som bland annat låg bakom 1987 års Teenage Mutant Ninja Turtles.

## Produktioner
- Musen Charlie och tjuvligan - 1977[1]
- Puff the Magic Dragon - 1978[2]
- Resan till Amerika – Fievel i vilda västern - 1991[3]

### Fotnoter
1. ↑  ”Musen Charlie och tjuvligan”. http://www.imdb.com/title/tt0076416/. Läst 26 mars 2012.
2. ↑  ”Puff the Magic Dragon”. http://www.imdb.com/title/tt0262711/. Läst 26 mars 2012.
3. ↑  ”Resan till Amerika - Fievel i vilda västern”. http://www.imdb.com/title/tt0101329/. Läst 26 mars 2012.